# Selenomonas
Selenomonas é um gênero de bactéria da família Veillonellaceae.